# Emballonura serii
Emballonura serii (Flannery, 1994) è un pipistrello della famiglia degli Emballonuridi diffuso nell'Ecozona australasiana.

## Descrizione

### Dimensioni
Pipistrello di medie dimensioni, con la lunghezza della testa e del corpo tra 44,6 e 67 mm, la lunghezza dell'avambraccio tra 43,9 e 53 mm, la lunghezza della coda tra 10 e 19 mm, la lunghezza del piede tra 6 e 9 mm, la lunghezza delle orecchie tra 14 e 19 mm e un peso fino a 7 g.

### Aspetto
La pelliccia è lunga. Le parti dorsali sono bruno-nerastre o marroni scure, mentre le parti ventrali sono bianche con la parte centrale dei peli marrone scura. Il muso è appuntito, bruno-nerastro e leggermente ricoperto di corti peli marroni chiari, con il labbro superiore carnoso ed ispessito che si estende leggermente oltre quello inferiore, le narici sono ravvicinate e si aprono frontalmente. Gli occhi sono molto piccoli. Le orecchie sono lunghe, bruno-nerastre, separate tra loro, triangolari, rivolte posteriormente e con una concavità sul bordo esterno appena sotto la punta. Il trago è triangolare, con un incavo alla base del margine posteriore e leggermente piegato in avanti. Le membrane alari sono bruno-nerastre. La coda è lunga e fuoriesce dall'uropatagio a circa metà della sua lunghezza. Il calcar è lungo.

## Biologia

### Comportamento
Si rifugia nelle grotte calcaree, dove si aggrappa alle pareti verticali nelle zone di penombra. L'attività predatoria inizia prima del tramonto.

### Alimentazione
Si nutre di insetti catturati negli spazi aperti.

### Riproduzione
Due femmine che allattavano sono state catturate nel mese di giugno sull'isola della Nuova Irlanda.

## Distribuzione e habitat
Questa specie è diffusa nell'Arcipelago delle Bismarck, sulle isole di Los Negros, Nuova Irlanda e Nuova Britannia.
Vive nelle foreste fino a 300 metri di altitudine.

## Conservazione
La IUCN Red List, considerato che l'areale potrebbe essere più esteso di quanto è attualmente conosciuto e l'assenza di minacce rilevanti, classifica E.serii come specie a rischio minimo (Least Concern).